# Hieracium praecipuum
Hieracium praecipuum là một loài thực vật có hoa trong họ Cúc. Loài này được Dahlst. ex Norrl. mô tả khoa học đầu tiên năm 1906.